# 홋타 유미
홋타 유미(ほった ゆみ, 1957년 ~ )는 일본의 만화가 및 만화 스토리작가이다. 아이치현 출신, 현 나고야시 거주.
필명인 홋타 유미(ほった ゆみ)는 히라가나로만 표기하며, 본명은 발음은 같고 한자로 표기한 홋타 유미(堀田 由美)이다.

## 인물
대표작은 《고스트 바둑왕》(그림 오바타 다케시)이다. 이 작품이 원작으로 참여한 첫 작품이다. 바둑 보급에 크게 공헌했다 하여 제33회 오오쿠라 기시치로 상 등 바둑계에서 상을 받았다. 또한 제45회 소학관 만화상을 수상하였다.
남편은 경마만화가인 홋타 기요나리(堀田 清成)인데, 남편이 과거 ‘홋타 유미’라는 이름만 빌려 주니치 신문에 석간 삽화가로 활동하여 도카이 지방에서 유명해진 바가 있다. 대표작 《고스트 바둑왕》도 기본 줄거리만 홋타 유미가 짜고, 장편화를 위한 요소 추가는 남편이 담당하였다. 10화 이후부터는 거의 부부 합작이다.
최근에는 《주간 소년 점프》 2005년 11호부터 32호까지 연재했던 스피드 스케이팅 소재 만화 《유트》의 원작을 담당했다.
원래 만화가였기 때문에, 원작은 콘티 형식으로 그려준다.

## 작품
- 고스트 바둑왕 (그림 : 오바타 다케시)
- 유트 (그림 : 가와노 게이)